# Twicetagram
Twicetagram — первый студийный альбом южнокорейской гёрл-группы Twice. Был выпущен 30 октября 2017 года лейблом JYP Entertainment при поддержке Genie Music. Название «Twicetagram» отсылает к аккаунту группы в Instagram.
Главный сингл «Likey» написан в стиле электропоп, композиторами стали Black Eyed Pilseung и Чон Ган. Это четвёртое сотрудничество Twice с Black Eyed Pilseung, которые ранее работали над «Like Ohh-Ahh», «Cheer Up» и «TT». Несколько композиторов и сонграйтеров были привлечены к созданию альбома, в том числе корейские участницы Twice и бывшая участница Wonder Girls Лим, которая стала одним из композиторов трека «Look At Me».
Переиздание Twicetagram было выпущено 11 декабря 2017 года под названием Merry & Happy.

## Подготовка и релиз
В начале сентября 2017 года стало известно, что Twice приступили к съёмкам нового видеоклипа в Ванкувере. 25 сентября JYP Entertainment объявили, что в конце октября группа выпустит новый альбом, но точная дата релиза все ещё не решена. 15 октября на двухдневном фантиминге Once Begins в честь второй годовщины был показан специальный трейлер. На следующий день стало известно, что камбэк состоится 30 октября с первым полноформатным альбомом Twicetagram, вдохновлённым темой социальных сетей и синглом «Likey». Первые тизер-фото появились в сети несколько дней спустя.
Альбом состоит из 13 треков, участие в написании некоторых из них приняли сами участницы группы. 20 октября были представлены отрывки «You in My Heart» и «Turtle». 30 октября Twicetagram был официально выпущен на физических носителях, а также стал доступен на музыкальных сайтах.

## Промоушен
10 октября было объявлено о записи выпуска Twice для популярного шоу Weekly Idol.
30 октября состоялся шоукейс, где группа впервые представила публике «Likey» и «Turtle», а также исполнила песни с предыдущих альбомов.

## Коммерческий успех
31 октября 2017 года стало известно, что число предзаказов альбома достигло отметки в 330 тысяч копий. По данным Hanteo, за первые сутки с момента релиза было продано свыше 40 тысяч копий.

## Список композиций
| №                   | Название                                              | Текст песни                                 | Музыка                                      | Arrangement                                 | Длительность |
| ------------------- | ----------------------------------------------------- | ------------------------------------------- | ------------------------------------------- | ------------------------------------------- | ------------ |
| 1.                  | «Likey»                                               | Black Eyed Pilseung Jeon Gun                | Black Eyed Pilseung Jeon Gun                | Rado                                        | 3:28         |
| 2.                  | «Turtle» (거북이; Geobugi)                            | Jeong Ho-hyun (e.one)                       | Jeong Ho-hyun (e.one)                       | Jeong Ho-hyun (e.one)                       | 3:18         |
| 3.                  | «Missing U»                                           | earattack Dahyun Chaeyoung                  | earattack                                   | earattack Yooki                             | 3:00         |
| 4.                  | «Wow»                                                 | Mafly Ponde Lee Mi-so Kako                  | Pop Time Kriz                               | Pop Time                                    | 3:01         |
| 5.                  | «FFW»                                                 | Kiggen Assbrass                             | Reign Write NAOtheLAIZA                     | NAOtheLAIZA                                 | 3:46         |
| 6.                  | «Ding Dong»                                           | Jowul                                       | Risto Asikainen Antti Hynninen              | Antti Hynninen                              | 3:32         |
| 7.                  | «24/7»                                                | Nayeon Jihyo                                | Daniel Caesar Ludwig Lindell Cazzi Opeia    | Caesar & Loui                               | 3:36         |
| 8.                  | «Look at Me» (날 바라바라봐; Nal Barabarabwa)         | Frants Hyerim                               | Frants Hyerim                               | Frants                                      | 3:13         |
| 9.                  | «Rollin'»                                             | earattack Yooki                             | earattack Fox Stevenson                     | Fox Stevenson earattack                     | 3:11         |
| 10.                 | «Love Line»                                           | Jeongyeon                                   | Darren Smith Tammy Infusino                 | Darren "Baby Dee Beats" Smith               | 3:17         |
| 11.                 | «Don't Give Up» (힘내!; Himnae!)                      | Chaeyoung                                   | Chris Wahle Thomas Harsem Andreas Ohrn      | Chris Wahle                                 | 2:58         |
| 12.                 | «You in My Heart» (널 내게 담아; Neol Naege Dama)     | Jeong Ho-hyun (e.one) Choi Hyun-jun (e.one) | Jeong Ho-hyun (e.one) Choi Hyun-jun (e.one) | Jeong Ho-hyun (e.one) Choi Hyun-jun (e.one) | 3:29         |
| 13.                 | «Jaljayo Good Night» (잘자요 굿나잇; Jaljayo Gunnait) | Kevin Oppa (mr. cho)                        | Kevin Oppa (mr. cho)                        | Kevin Oppa (mr. cho)                        | 4:23         |
| Общая длительность: | Общая длительность:                                   | Общая длительность:                         | Общая длительность:                         | Общая длительность:                         | 44:12        |

## История релиза
| Страна        | Дата                 | Format            | Формат                        | Ссылка |
| ------------- | -------------------- | ----------------- | ----------------------------- | ------ |
| По всему миру | 30 октября 2017 года | Цифровая загрузка | JYP Entertainment Genie Music | [ 14 ] |
| Южная Корея   | 30 октября 2017 года | Цифровая загрузка | JYP Entertainment Genie Music |        |
| CD            | 30 октября 2017 года | [ 15 ]            | JYP Entertainment Genie Music |        |